# تقتقان
تقتقان (به کوردی ته‌قته‌قان)، نام یکی از محله‌های شهر سنندج است.

## تاریخچه
این محله با گسترش شهر به سنندج اضافه شد.

## شرایط اجتماعی و اقتصادی
تقتقان یکی از مناطق حاشیه نشین سنندج است.